# Osmundo Rebouças
Osmundo Evangelista Rebouças (Aracati, 16 de outubro de 1942) é um economista e político brasileiro que foi deputado federal pelo Ceará.

## Dados biográficos
Filho de João Evangelista Rebouças e Filonila Evangelista de Carvalho. Graduado em Economia em 1967 à Universidade Federal do Rio de Janeiro, tornou-se auditor fiscal do Tesouro Nacional por vinte e um anos desde então. Pós-graduado na Universidade de São Paulo em 1971, fez Mestrado e PhD em Economia na Universidade de Harvard em 1974.
Foi professor assistente na Universidade de São Paulo, lecionou por breve período na Escola de Administração Fazendária e no governo do presidente João Figueiredo foi assessor do Ministério do Planejamento. Chamado a trabalhar com Gonzaga Mota, ora secretário de Planejamento do Ceará, e com a eleição deste a governador em 1982, ocupou a Secretaria de Planejamento. Em 1986 foi eleito deputado federal pelo PMDB e ajudou a formular a Constituição de 1988, deixando a política ao fim do mandato.